# Мёдотерапия

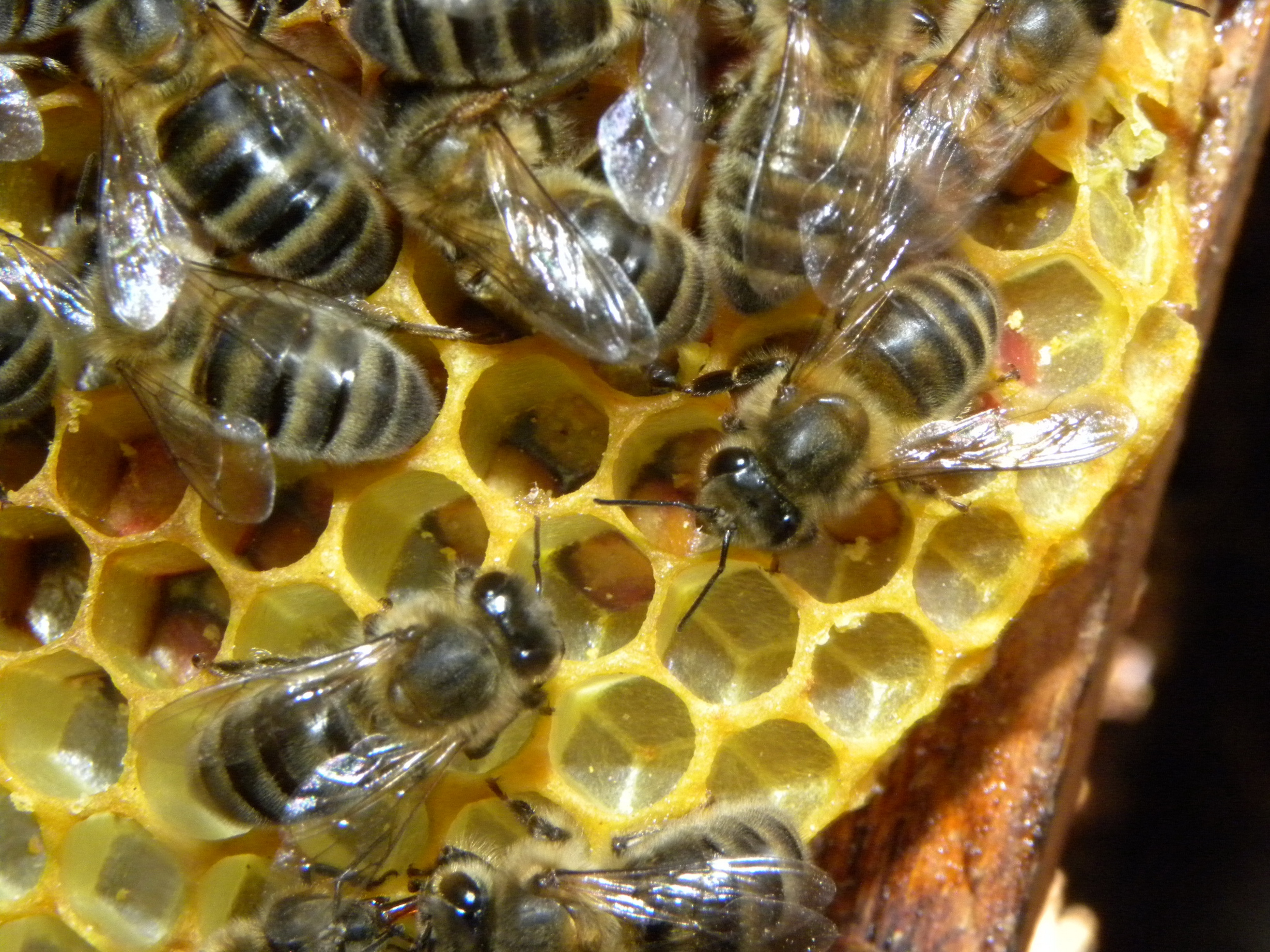
Пчёлы на сотах с мёдом

Мёдолече́ние, лечение мёдом — направление альтернативной медицины и комплементарной медицины, известное несколько тысяч лет в народной (традиционной) медицине.
В мёдолечении в качестве действуюшего вещества используется пчелиный мёд.
Лечение мёдом не имеет доказанной эффективности помимо некоторого ускорения заживления лёгких ожогов.

## История медотерапии
Мёд употребляется человеком в пищу с древнейших времён, и использовался как лекарство на протяжении веков. Как отмечают, само слово «medicine» (лекарство) может восходить к названию древнего эликсира «mead» (мёд) — лёгкого алкогольного напитка воды с мёдом.
Самые ранние упоминания о лечебном использовании мёда можно найти на шумерских глиняных табличках (наиболее давний известный рецепт  — на находке в долине Евфрат, датируемой 2100—2000 гг. до н. э.). Мёд применялся для лечения в Древнем Египте (о его лечебном свойстве упоминается в Папирусе Эберса). Гиппократ назначал мёд при желудочных и печеночных заболеваниях. На лечебные свойства мёда указал и Аристотель. Целебные свойства мёда упоминаются в Библии и Коране. После появления современных лекарств, мёд перестал использоваться для лечения больных, и сохранился лишь как кулинарный продукт. Находит применение и в современной медицине.

## Использование меда для лечения заболеваний
В 1993 году группа авторов предложила использовать мёд как среду для хранения кожи, используемой для пересадки.
Мёд используется при лечении травм, включая ожоги и незаживающие раны. Применяется в косметических препаратах.

### Свойства мёда
Свойства мёда зависят и от видов, и от места произрастания растений, с которых был собран нектар, из которого пчёлы сделали мёд.
В исследованиях были выявлены антибактериальные свойства меда и установлена чувствительность к нему штаммов некоторых микроорганизмов, в том числе Staphylococcus aureus, Burkholderia cepacia, Enterococcus faecalis, Helicobacter pylori. Это может свидетельствовать о возможности использования мёда для лечения ран и незаживающих язв.
Ранозаживляющие свойства мёда проявляются в очищении поверхности ран, устранении отеков, антимикробной активности, устранении неприятных запахов, образовании грануляционной ткани и эпителия, а также улучшении снабжения тканей питательными веществами.

## Эффективность и безопасность
Исследования использования меда при лечении ран имеют низкое научное качество, поэтому сделанные их авторами выводы не являются доказательствами эффективности метода. В частности, на 2014 год нет доказательств эффективности мёда в лечении острых и хронических ран и есть слабые доказательства того, что мёд способствует более быстрому заживлению мелких ожогов.
Мёд является аллергеном и его использование противопоказано чувствительным людям. Также возможны отрицательные побочные эффекты применения мёда у больных сахарным диабетом.
Известны отравления при употреблении рододендронового мёда.